# Renie Cares
Renie Cares (укр. Реня турбується) — український музичний інді-рок гурт.

## Історія гурту
Інді-роковий гурт Renie Cares складається з двох українських музикантів вокалістки Ірини Панчук та продюсера Олександра Мусевича. Ірина народилася та виросла в Старокостянтинові, у 17-річному віці рік прожила в Миколаєві, навчаючись в Українській академії лідерства, а потім переїхала до Києва, вступивши до Києво-Могилянської академії. 2021 року з продюсером Олександром Мусевичем, учасником гурту Sheetel, випустила кілька пісень, найуспішнішими з яких стали «Якби» та «Заратустра», що зібрали 30 тис. слухачів та майже мільйон прослуховувань у Spotify. За словами співачки, Renie Cares — це її альтер-его. Назву гурту можна перекласти як «Реня турбується», де «Renie» — це одна з форм імені Ірина. З іншого боку, це поєднання двох іншомовних слів: фр. renie — заперечувати та англ. cares — піклуватися.
Наприкінці 2023 року вийшов дебютний альбом Renie Cares «Легка нестерпність буття», назва якого відсилала до чеського роману «Нестерпна легкість буття». За словами музикантів, «перенасичений посиланнями на творчий доробок Мілана Кундери, альбом відкриває найфундаментальніші стовпи українського екзистенціалізму під час повномасштабного вторгнення». Альбом було записано протягом півтора року, хоча деякі з пісень було написано ще 2020-го року. Реліз платівки відбувся 3 листопада 2023 року, а 11 листопада Renie Cares разом з колективами Blooms Corda та Disappeared Completely виступили в київському клубі «Bel Etage» на концерті, організованому виданням «Слух».
Барабанщицею гурту була Катерина Бегінська. У липні 2024 року вона разом із командою Дмитра Монатіка виступила на весіллі українців на одному з найдорожчих курортів Італії (озеро Комо), захід вів російський артист Максим Галкін. Цей виступ викликав суттєвий негативний резонанс в українському суспільстві, після цього Ірина Панчук заявила про припинення співпраці з Бегінською. 

## Дискографія

### Альбоми
- 2023 — «Легка нестерпність буття»

### Сингли
- 2021 — «Якби»
- 2022 — «Заратустра»
- 2022 — «Моя весна»
- 2022 — «Навчи мене»
- 2023 — «Сина»
- 2023 — «Хвилями»[8]
- 2024 — «Я - це ти»
- 2024 — «Слухай»
- 2024 — «Дюшеска»
- 2024 — «Кричу»
- 2025 — «хіба собі я ворог» — спільно з СТРУКТУРА ЩАСТЯ